# Ферв'ю (округ Вестчестер, Нью-Йорк)
Ферв'ю (англ. Fairview) — переписна місцевість (CDP) в США, в окрузі Вестчестер штату Нью-Йорк. Населення — 3217 осіб (2020).

## Географія
Ферв'ю розташований за координатами 41°2′39″ пн. ш. 73°47′45″ зх. д. / 41.04417° пн. ш. 73.79583° зх. д. (41.044190, -73.795952).  За даними Бюро перепису населення США в 2010 році переписна місцевість мала площу 1,12 км², з яких 1,11 км² — суходіл та 0,01 км² — водойми.

## Демографія
Згідно з переписом 2010 року, у селищі мешкало 3099 осіб у 976 домогосподарствах у складі 720 родин. Густота населення становила 2777 осіб/км².  Було 1050 помешкань (941/км²).
Расовий склад населення:
| - 58,2 % — чорних або афроамериканців - 16,0 % — білих - 3,3 % — азіатів - 0,4 % — корінних американців - 0,3 % — вихідців з тихоокеанських островів - 17,6 % — осіб інших рас |

До двох чи більше рас належало 4,2 %. Частка іспаномовних становила 33,4 % від усіх жителів.
За віковим діапазоном населення розподілялося таким чином: 26,0 % — особи молодші 18 років, 62,6 % — особи у віці 18—64 років, 11,4 % — особи у віці 65 років та старші. Медіана віку мешканця становила 34,5 року. На 100 осіб жіночої статі у селищі припадало 88,0 чоловіків;  на 100 жінок у віці від 18 років та старших — 82,4 чоловіків також старших 18 років.
Середній дохід на одне домашнє господарство  становив 65 223 долари США (медіана — 43 512), а середній дохід на одну сім'ю — 72 222 долари (медіана — 56 250). Медіана доходів становила 32 768 доларів для чоловіків та 46 371 долар для жінок. За межею бідності перебувало 16,8 % осіб, у тому числі 23,6 % дітей у віці до 18 років та 25,4 % осіб у віці 65 років та старших.
Цивільне працевлаштоване населення становило 1542 особи. Основні галузі зайнятості: освіта, охорона здоров'я та соціальна допомога — 34,1 %, роздрібна торгівля — 16,0 %, мистецтво, розваги та відпочинок — 13,6 %.